# سانرایز (فلوریدا)
سانرایز (به انگلیسی: Sunrise) شهری در شهرستان برووارد ایالت فلوریدا است که در سال ۱۹۶۱ بنیان‌گذاری شده‌است. این شهر طبق سرشماری سال ۲۰۱۰ میلادی، ۸۴٬۴۳۹ نفر جمعیت داشته و مساحت آن نیز ۴۷٫۷ کیلومتر مربع است.